# Hüda Kaya
Hüda Kaya es una periodista, escritora, activista y política turca del Partido Democrático de los Pueblos (HDP). Desde junio de 2015 es miembro del parlamento turco.

## Biografía
Kaya nació el 9 de octubre de 1960 en Estambul y tras el divorcio de sus padres, fue criada por su padre, un nacionalista turco, y su madrastra. No conoció a su madre hasta los 45 años. Se casó con su hombre de origen iraquí, dando a luz a tres hijas y un hijo. Posteriormente, quiso divorciarse y se mudó a Malatya, donde tenía una pequeña tienda y trabajaba como periodista para la radio y periódicos locales.

## Carrera
En el centro de su activismo político, luchó contra la prohibición del velo en la cabeza, que consideraba contraria al libre albedrío de una mujer. En 1998, pasó dos años en prisión, condenada por participar en una protesta contra la prohibición del velo y uno de sus artículos escritos. Entre 1998 y 2003 fue encarcelada varias veces y cumplió tres años de prisión. Debido a dificultades jurídicas decidió marcharse de Turquía a Pakistán, pero regresó un año después.
Después de su trabajo para el periódico pro-kurdo Özgür Gündem, se unió al Partido Democrático de los Pueblos (HDP) de tendencia izquierdista y fue elegida miembro del parlamento turco, representando a su distrito electoral en las elecciones generales de junio de 2015. Fue confirmada en las elecciones anticipadas de noviembre de 2015 y en las elecciones generales de 2018. El Fiscal del Estado en el Tribunal de Casación de Turquía, Bekir Sahin, presentó una demanda ante el Tribunal Constitucional el 17 de marzo de 2021, exigiendo para Kaya y otros 686 políticos del HDP una prohibición de cinco años de actividades políticas. La demanda se presentó junto con la solicitud de cierre del HDP debido a los supuestos vínculos organizativos de las partes con el PKK.